# 明愛樂恩學校
明愛樂恩學校（英語：Caritas Mother Teresa School）是香港一間群育學校，2017年創校，位於九龍觀塘平山彩興路20號，為因為家庭關係、個人行為或情緒上面臨困難、有特殊教育需要的青少年女學生提供中一至中六課程。

## 外部來源
- 明愛樂恩學校 Caritas Mother Teresa School